# SkyOS
SkyOS era il prototipo di un sistema operativo commerciale, a codice chiuso. Viene sviluppato da Robert Szeleney dal 1996. In una prima versione esso era open source, ma in seguito è diventato un progetto commerciale.

## Caratteristiche
Supporta SMP e un file system a 64 bit derivato da OpenBFS, SkyFS. È per lo più compatibile con lo standard POSIX ed è distribuito accompagnato da una gran quantità di tool GNU, tra cui anche GCC. Grazie alla compatibilità con POSIX e il porting di GTK+, un gran numero di applicazioni per Linux ed altri Unix sono state adattate a questo sistema, tra cui AbiWord, Pidgin e VideoLAN, senza contare un buon numero di giochi, tra cui OpenTTD e Quake. Dal 2004, SkyOS ha driver per un buon numero di periferiche, così da funzionare sulla maggior parte dei PC. Alcune periferiche non sono ancora supportate, come stampanti e porte FireWire. Comunque, SkyOS ha un buon supporto per la maggior parte delle schede grafiche, sia con accelerazione 2D, sia in modalità VESA, anche se manca del supporto alle tecnologie 3D di alcune schede grafiche del calibro delle Nvidia Geforce e delle ATI Radeon. Il rendering 3D via software è supportato; sebbene sia lento comparato all'accelerazione 3D hardware, è comunque sufficiente per rendering di base e non in real-time.
Lo sviluppo di SkyOS fu sospeso nel 2009, soprattutto per la difficoltà di scrivere i driver per le sempre più numerose periferiche hardware in commercio. Per poterne accelerare lo sviluppo si valutò l'idea di utilizzare il kernel Linux o NetBSD ridotti allo stretto necessario per far girare il sistema fino ad allora sviluppato.